# Vizegrafschaft Béziers

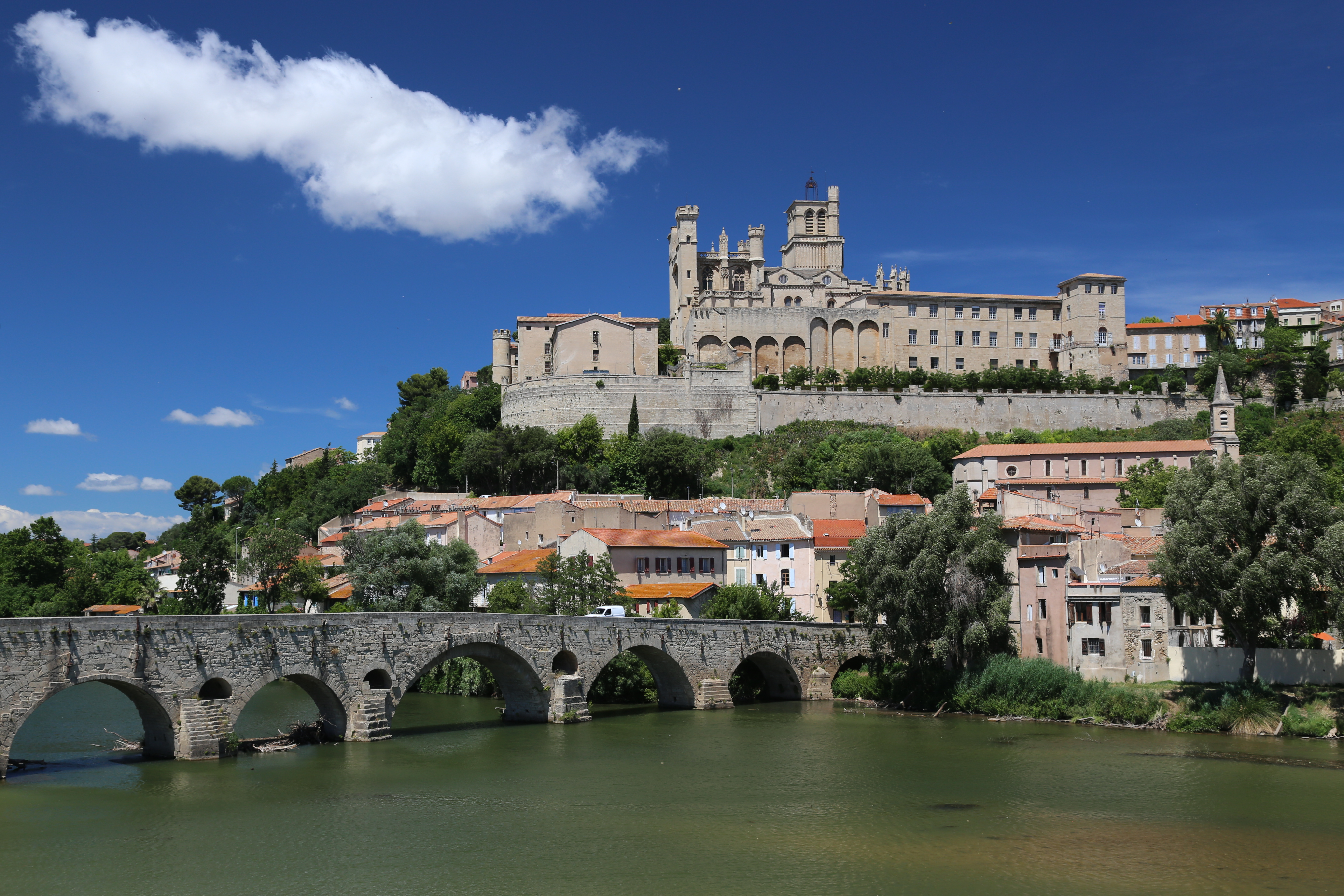
Béziers

Die Vizegrafschaft Béziers um die Stadt Béziers bestand bereits zur Zeit Karls des Großen, damals zusammen mit Agde als Grafschaft Béziers. 
Der Vizegraf und der Bischof von Béziers teilten sich die Herrschaft in der Stadt seit dem 8. Jahrhundert. Die Grafschaft wurde in die Markgrafschaft Gothien integriert und später in die Grafschaft Toulouse, geteilt in die Vizegrafschaft Béziers und die Vizegrafschaft Agde. Beide fielen durch Heirat um das Jahr 1000 an das Haus Trencavel, das die benachbarte Vizegrafschaft Carcassonne beherrschte. 
Nachdem seit dem 12. Jahrhundert die Katharer den Ton angaben, wurde Béziers am 22. Juli 1209 von Simon IV. de Montfort geplündert und 1229 in die Domaine royal eingegliedert.
Vizegraf Roger aus dem Haus Trencavel gab seine Ansprüche auf Béziers 1247 auf.

## Vizegrafen von Béziers
- Antonius, Vizegraf von Beziers (in der gefälschten Charta von Alaon erwähnt)
- Rainard I., 897 Vizegraf von Béziers und Agde
- Boson, Vizegraf von Béziers und Agde, dessen Schwiegersohn
- Rainard II., Vizegraf von Béziers 967, dessen Sohn
- Guillaume, † nach 993, Vizegraf von Béziers und Agde, dessen Sohn
- Peter Raimund (Pedro Ramón), † wohl 1060, dessen Enkel, Graf von Carcassonne, Vizegraf von Béziers und Agde (ältester Sohn von Graf Raimund I. Roger von Carcassonne aus dem Hause Trencavel und dessen Ehefrau Garsinde von Béziers und Agde)
- Roger (Ramón Roger), † 1067, Graf von Carcassonne und Rasès, Vizegraf von Béziers und Agde
- Bernard Aton IV. Trencavel, † 1129, dessen Neffe, Vizegraf von Albi, Nîmes, Carcassonne, Béziers und Agde
- Raimund I. Trencavel, † 1167, Vizegraf von Albi, Carcassonne, Béziers, Agde und Rasès
- Roger II. Trencavel, † 1194, Vizegraf von Carcassonne, Béziers und Rasès
- Raimund-Roger, † 1209, Vizegraf von Carcassonne, Béziers und Rasès
- Raimund II. Trencavel, † vor 1267
- Roger III. Trencavel, verzichtet 1247

- Simon IV. de Montfort
- Amalrich VII. von Montfort